# Operatie Nordwind
Operatie Nordwind (Duits: Unternehmen Nordwind) was het laatste grote Duitse offensief van de Tweede Wereldoorlog aan het westelijke front. Het begon op 31 december 1944 in Elzas en Lotharingen in Noordoost-Frankrijk en werd uitgevoerd door de Wehrmacht en de Waffen-SS. De belangrijkste Duitse strijdkrachten werden gevormd door de 6. SS-Gebirgs-Division Nord en door 9 divisies Volksgrenadiers, waaronder de 559e Volksgrenadierdivisie.
Het doel van deze aanval was om de linies van het Amerikaanse 7e Leger, gelegen in de Vogezen, te vernietigen, om zo de 21. Panzer-Division toegang langs de vallei van de Rijn te verlenen en Straatsburg in handen te krijgen.
Harde gevechten dwongen de Amerikaanse troepen terrein prijs te geven, waardoor andere Duitse eenheden de stad konden belegeren. Echter, de Duitse strijdkrachten raakten snel uitgeput wegens gebrek aan versterkingen en brandstof, waardoor de Amerikaanse troepen de positie die zij voorafgaand aan het offensief hadden, wisten te herstellen. Het offensief eindigde op 25 januari 1945 met het afweren van de Duitse aanvallen door de Amerikanen.